# نیروی کشندی

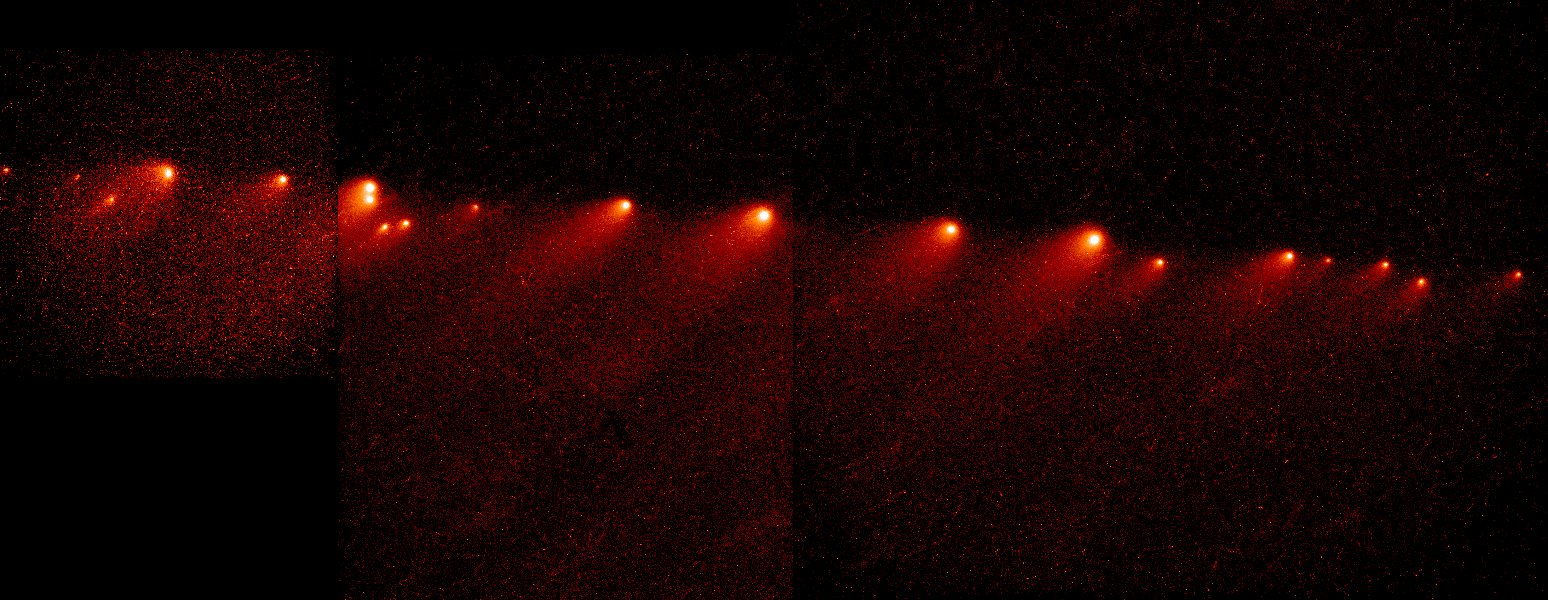
شکل ۱: ستاره دنباله دار شومیکر-لوی ۹ در سال ۱۹۹۴ پس از شکستن تحت تأثیر نیروهای جزر و مدی مشتری در طول گذر پیشین خود در سال ۱۹۹۲

شکل ۲: میدان گرانش دیفرانسیلی ماه بر سطح زمین (همراه با اثر دیفرانسیلی ضعیف تر مربوط به خورشید) به عنوان نیروی مولد کشندی شناخته شده‌است. این سازوکار اولیه پدیده جزر و مد، توضیح دهنده دو برآمدگی هم پتانسیل و مسبب دو مد در هر روز. در این شکل زمین دایره آبی رنگ مرکزی و ماه در فاصله دورتر به سمت راست. جهت رو به بیرون فلش در سمت راست و چپ نشان می‌دهد که ماه در جایی که بالای سر است (و یا در پاسو (حضیض))، نیروی نا متوازن کننده اش در مصاف آن، مابین زمین و اقیانوس است.

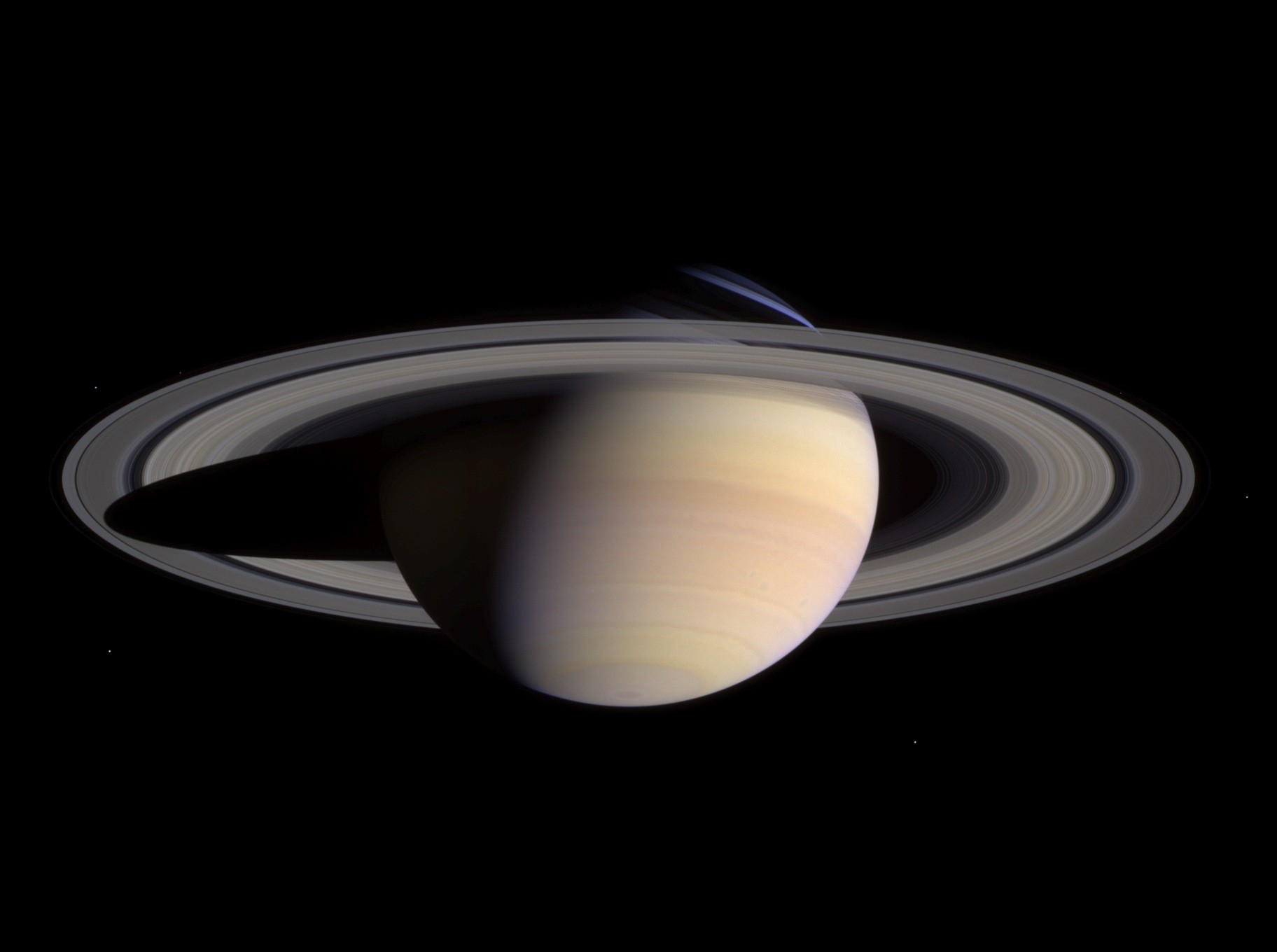
شکل ۳: حلقه‌های زحل در داخل مدار قمرهای اصلیش است. نیروهای جزر و مدی در ضدیت با انعقاد و بهم آمیختگی گرانشی مواد موجود در این حلقه‌ها برای شکل‌دادن به قمرهایش است.

نیروی کشندی یا نیروی جزر و مدی یک اثر ثانویه از نیروی جاذبه و باعث به وجود آمدن پدیده جزر و مد می‌باشد. این نیرو ناشی از یکسان نبودن نیروی جاذبه یک جسم بر امتداد دو سوی جسم دیگر ناشی می‌شود؛ نزدیکترین سمت بیشتر از دورترین سمت، جذب می‌شود. در نتیجه جزر و مد نیرویی دیفرانسیلی است.
جاذبه گرانشی ماه بر نزدیکترین اقیانوس به ماه و همچنین زمین جامد و دورترین اقیانوس‌ها به ماه را در نظر بگیرید. جاذبه‌ای متقابل بین ماه و زمین جامد وجود دارد که بر مرکز ثقل آن عمل می‌کند. به هر حال اقیانوس‌های نزدیک با شدت بیشتری جذب می‌شوند و از آنجایی که آن‌ها مایع هستند اندکی به ماه نزدیک و باعث مد می‌شوند. اقیانوس‌های دور کمتر جذب می‌شوند. انتظار می‌رود که جاذبه در سمت اقیانوس‌های دور دست باعث جزر شود ولی از آن جایی که زمین جامد قوی‌تر جذب ماه می‌شود، یک شتاب نسبی به سمت بیرون بر آن آب‌ها وجود دارد. از منظر کلی، جرم زمین متحمل یک جاذبه دو جانبه با ماه می‌شود، اقیانوس‌های نزدیک بیشتر از اقیانوس‌های دور، که منجر به تفریق این دو می‌باشد.
در کاربرد رایج‌تر در مکانیک سماوی، بیان 'نیروی جزر و مدی' می‌تواند اشاره به وضعیتی که در آن شیء یا مواد (به عنوان مثال جزر و مد آب) عمدتاً تحت تأثیر گرانش شیء دوم (مثلا زمین) است اما همچنین از اثرات گرانشی شیء سوم (برای مثال ماه) دچار عدم توازن شده‌است. این نیروی نامتعادل‌کننده در مواقعی به نام نیروی کشندی (جزر و مدی) شناخته می‌شود که: تفاضل بین نیروی وارد شده توسط شیء سوم بر روی دوم و نیروی وارد شده توسط شیء سوم بر شیء اول باشد.